# Кажи им майко да помнят
„Кажи им, майко, да помнят“ е български 6-сериен телевизионен игрален филм (драма) от 1984 година на режисьора Орфей Цоков.  Сценарият е написан от ген. Гено Генов-Ватагин по мотиви от едноименната му книга и от Димитър Велчев. Оператор е Георги Карайорданов. Музиката във филма е композирана от Тончо Русев и Панайот Славчев.

## Серии
- 1. серия – „Кажи им, майко, да помнят“ – 58 минути
- 2. серия – „Кажи им, майко, да помнят“ – 56 минути
- 3. серия – „Ремсисти“ – 56 минути
- 4. серия – „Кажи им, майко, да помнят“ – 56 минути
- 5.  серия – „Кажи им, майко, да помнят“ – 56 минути
- 6. серия – „Всяко разсъмване е мъчително“ – 64 минути

## Актьорски състав
| В главните роли                        | Изпълнител        |
| -------------------------------------- | ----------------- |
| Галин                                  | Николай Цанков    |
| Невена                                 | Фани Аронова      |
| Савата                                 | Венцислав Божинов |
| бай Димо                               | Иван Янчев        |
| Палазов                                | Любомир Младенов  |
| генерал Камбуров                       | Борис Луканов     |
| Мелине                                 | Мариета Калъпова  |
| бай Михал                              | Кирил Господинов  |
| Бурев                                  | Георги Русев      |
| Тинка – жената на бай Михал            | Катя Чукова       |
|                                        | Веселин Ранков    |
|                                        | Сашо Петков       |
|                                        | Иван Попов        |
| руски военнопленник                    | Владимир Смирнов  |
| бай Петко                              | Никола Дадов      |
| бащата на Галин                        | Васил Попилиев    |
| майката на Галин                       | Белла Цонева      |
| сервитьорът                            | Ангел Георгиев    |
|                                        | Михаил Лазаров    |
|                                        | Константин Димчев |
|                                        | Константин Станев |
|                                        | Станимир Стоилов  |
| Чапай, командира на партизанския отряд | Константин Цанев  |
| Светла                                 | Майя Остоич       |
| жандармерист                           | Никола Додов      |
| комисар Струмски (в 4-та серия)        | Радко Дишлиев     |
| аптекарят                              | Михаил Михайлов   |
| ремсистка                              | Елжана Попова     |
|                                        | Веселин Чушев     |
| бандита Мехмед                         | Велико Стоянов    |
| капитан Парчо, бандит (в 6-а серия)    | Васил Банов       |
| Ава                                    | Силвия Рангелова  |
| Анифе (в 6-а серия)                    | Елена Райнова     |
|                                        | Тео Юруков        |
|                                        | Виктор Чуков      |

## Любопитно
- Песента се изпълнява от Росица Кирилова.

- Работно заглавие на филма: „Ремсисти“.